# Легендарната тачанка
Легендарната тачанка (на украински: Легендарна тачанка, на руски: Легендарная тачанка) е паметник издигнат в чест на 50-годишнината от Великата октомврийска социалистическа революция, посветен на боя при Каховка по времето на Гражданската война в Русия.
Монументът се намира в градчето Каховка, Херсонска област, Украйна. Паметникът е символ на тачанката, която в годините на Гражданската война в Русия придобива широка известност и употреба в конните войски на Червената армия и революционната Въстаническа армия на Украйна на Нестор Махно.

## История
Идеята за създаването на този паметник съзрява през 50-те години на XX век. През 1956 година е отлят чугунен макет – първообраз на настоящия паметник, който днес е част от експозицията към музея в Каховка. В следващите години екип от скулптори създават окончателния проект на паметника.
През месеците юли и август на 1967 година с помощта на камиони отделните елементи на настоящия паметник са доставени от Ленинград в Каховка. Бронзовият монумент тежи повече от 60 тона. Сглобяването на паметника е извършено върху предварително подготвен курган в непосредствена близост до паметника на маршал Василий Блюхер. Откриването му е на 27 октомври 1967 година.
Авторският колектив работил за изготвянето на монумента през 1969 година и награден с Държавна награда на СССР.